# Street Dance (chanson)
Pour l’article homonyme, voir Street Dance.
Singles de Break Machine
Break Dance Party
(1984)
Street Dance est une chanson du groupe américain Break Machine. Elle est sortie en décembre 1983 comme premier single de leur album Break Dance Party.
La chanson rencontre un succès international, se plaçant en tête des hit-parades dans plusieurs pays, dont la France, et atteignant la troisième place au classement britannique. C'est l'une des premières chansons de hip hop à avoir connu un succès commercial. Elle est produite et coécrite par Jacques Morali et Henri Belolo, qui sont également à l'origine du groupe disco Village People. La chanson est certifiée disque d'or en France pour plus d'un million de disques écoulés.

## Clip vidéo
Le clip met en scène le groupe en train de faire du popping et de la breakdance dans les rues de New York.

## Liste des pistes
| A. | Street Dance (Vocal)        | 3:42 |
| B. | Street Dance (Instrumental) | 3:32 |

| A. | Street Dance (Vocal)        | 6:28 |
| B. | Street Dance (Instrumental) | 5:06 |

## Classements et certifications
| Classement (1984)                      | Meilleure position |
| -------------------------------------- | ------------------ |
| Allemagne de l'Ouest (Media Control)   | 12                 |
| Australie (Kent Music Report)          | 21                 |
| Autriche (Ö3 Austria Top 40)           | 17                 |
| Belgique (Flandre Ultratop 50 Singles) | 7                  |
| Danemark (IFPI)                        | 3                  |
| Espagne (AFYVE)                        | 1                  |
| États-Unis (Bubbling Under Hot 100)    | 105                |
| États-Unis (Dance/Disco Top 80)        | 6                  |
| États-Unis (Hot Black Singles)         | 78                 |
| Europe (European Top 100)              | 1                  |
| Europe (European Airplay Top 60)       | 1                  |
| Finlande (Suomen virallinen lista)     | 6                  |
| France (SNEP)                          | 1                  |
| Irlande (IRMA)                         | 11                 |
| Islande (RÚV)                          | 4                  |
| Israël (IBA)                           | 2                  |
| Italie (Musica e dischi)               | 7                  |
| Norvège (VG-lista)                     | 1                  |
| Pays-Bas (Nederlandse Top 40)          | 14                 |
| Pays-Bas (Nationale Hitparade)         | 7                  |
| Royaume-Uni (UK Singles Chart)         | 3                  |
| Suède (Sverigetopplistan)              | 1                  |
| Suisse (Schweizer Hitparade)           | 7                  |

| Classement (1984)              | Position |
| ------------------------------ | -------- |
| Belgique (Flandre Ultratop)    | 86       |
| France (SNEP)                  | 5        |
| Italie (Musica e dischi)       | 59       |
| Royaume-Uni (UK Singles Chart) | 42       |

| Pays                                                             | Certification | Ventes certifiées |
| ---------------------------------------------------------------- | ------------- | ----------------- |
| France (SNEP)                                                    | Or            | 500 000*          |
| *Ventes selon la certification xNon précisé par la certification |               |                   |

## Reprises
En 1998, le groupe allemand Scooter a échantillonné la chanson dans l'album We Are the Greatest. En 2011, le DJ suédois Avicii a utilisé un échantillon de la chanson pour Street Dancer. Cette version s'est classée aux Pays-Bas à la 67e place du Single Top 100 et la 9e place du Dance Top 30